# نتالي كليفورد بارني
نتالي كليفورد بارني (بالإنجليزية: Natalie Clifford Barney) كاتبة وشاعرة أمريكية (31 أكتوبر 1876 –2 فبراير 1972). عاشت كمغتربة في باريس.
كانت نتالي تملك قاعة كبيرة في الضفة الجنوبية لنهر السين يجتمع فيها الكتاب والفنانون لأكثر من ستين سنة، بالإضافة إلى الشخصيات البارزة في الأدب الفرنسي، الأميركي والبريطاني. أنشأت نتالي «أكاديمية المرأة» مقابل «الأكاديمية الفرنسية» التي تعنى بالرجل، وقد كانت تقدم الكثير من الدعم للكتاب الرجال.
كانت نتالي امرأة مثلية الجنسية، وبدأت بنشر أشعار عن الحب للمرأة في بدايات القرن العشرينات واعتبرت نتالي أن الفضيحة والعار هما أفضل طريقة للتخلص من المنغصات التي سببتها ميولها الجنسية. عكست كتاباتها اهتمامها بالمساواة بين الجنسين واعتقادها بوجوب حل الخلافات بين الأمم بطريقة سلمية. كان لديها عدة علاقات مع عدد من النساء وذلك لأنها كانت من المعارضين للزواج الأحادي. شكلت حياتها الشخصية وحياتها الغرامية موضوعا مثيرا وملهما لكتابة الروايات ومنها رواية Sapphic Idyll التي كانت الأكثر مبيعا في فرنسا وبئر العزلة (رواية) التي اعتبرت أفضل وأشهر رواية عن المثلية الجنسية للمرأة في القرن العشرين.

## حياتها
ولدت نتالي بارني عام 1876م في مدينة دايتون، أوهايو. كان والدها Albert Clifford Barney من عائلة غنية من اصل إنجليزي، ووالده صاحب مؤسسة لتصنيع عربات السكك الحديدية، وانحدرت والدتها أليس بايك بارني من عدة سلالات، الفرنسية، الهولندية والألمانية.
كن الفتيات في عهد نتالي يحصلن على التعليم بطرق عشوائية عن طريق الصدفة، وحصلت نتالي عليه بنفس الطريقة، فقد كانت مربيتها تقرأ لها قصص Jules Verne الفرنسية لاهتمامها بتعلم اللغة الفرنسية، وفيما بعد التحقت نتالي وأختها Laura Clifford Barney مدرسة Les Ruches، وهي مدرسة فرنسية أنشأتهاMarie Souvestre المنادية بالمساواة بين الجنسين. Eleanor Roosevelt كانت من أهم رواد تلك المدرسة. تحدثت نتالي الفرنسية بطلاقة وعاشت في باريس ونتيجة لذلك كانت معظم كتاباتها باللغة الفرنسية.
عندما كانت في العاشرة من عمرها، انتقلت مع والديها إلى واشنطن، حيث كانوا يقضون الصيف في مدينة بار هربور. وكون نتالي فتاة تتصف بالجموح وعدم إتباع التقاليد، فقد كانت الصحف في واشنطن دائما ما تكتب عنها وعن جموحها، كالمرة التي قادت فيها فرسا واقفة وتقود فرسا آخر أمامها.
صرحت بارني فيما بعد أنها علمت بميولها الجنسية وهي في الثانية عشرة، وعلى اثر ذلك قررت تقبل نفسها وعدم إخفاء ذلك عن المجتمع، حيث أقامت علاقة غرامية مع ليانا دي بوجي والتي كانت تعمل كمومس يتردد عليها الكثير من الرجال ويتوددون إليها لكنها لم تنجذب إلا إلى بارني رغم جرأتها. أصبحت تلك العلاقة فيما بعد موضوعا لرواية de Pougy's Idylle Saphique الأكثر شهرة في باريس في ذلك الوقت والتي تمت طباعتها 69 مرة في السنة الأولى. انتهت علاقتهما في تلك الفترة بسبب النزاع الدائم حول رغبة نتالي في جعل de Pougy ترك عملها كمومس وإنقاذها من تلك الحياة.

## الشعر والمسرحية
تمت طباعة أول كتاب لنتالي في العام 1900، وهو عبارة عن مجموعة من القصائد بعنوان Quelques Portraits-Sonnets de Femmes (Some Portrait-Sonnets of Women)، والتي استخدمت فيه اللغة الفرنسية التقليدية ذات الأسلوب القديم، لأنها لم تكن من المهتمين بالشعر الحر، المتحرر من الوزن والقافية. وصفت قصائد نتالي بأنها كتابات لشخص مبتدئ، لكنها لاقت نجاحا فور نشرها وأصبحت بارني أول امرأة تكتب عن حب المرأة للمرأة بطريقة متحررة بعد الشاعرة الإغريقية صافو. حصل الكتاب على نقد جيد وعلى تجاهل فكرته الرئيسية عن المثلية الجنسية حتى أن البعض أعطى فكرة خاطئة عن القصائد. أرادت بارني أن تهرب من سيطرة والدها بعد أن قرأ عنوانا رئيسيا في إحدى الصحف عن وصف ابنته بأنها صافو تغني في واشنطن، فأدرك ماهية الوضع. قررت بارني نشر كتابها الثاني، Cinq Petits Dialogues Grecs (Five Short Greek Dialogues, 1901) تحت اسمها المستعار Tryphé. كان اسما مستعارا من إحدى أعمال Pierre Louÿs والذي كان يساعد في تصحيح وتعديل الكتابات والذي اهدته بارني كتابها.
توفي والد بارني عام 1902 تاركا لها ثروة كبيرة، وأصبحت قادرة على الكتابة تحت اسمها الحقيقي ولم تستخدم اسما مستعارا طيلة حياتها.